# Ettore Leonida Martin
Ettore Leonidas Martin (Latisana, 21 novembre 1890 – Vicenza, 9 agosto 1966) è stato un astronomo italiano.

## Biografia
Frequentate le scuole medie a Udine, si iscrisse all'Università di Padova, laureandosi in matematica nel 1919. Dopo un breve periodo d'insegnamento nelle scuole pubbliche a Torino, nel 1920 divenne assistente nel locale Osservatorio di Pino Torinese. Nel 1922, chiese e ottenne il trasferimento all'Osservatorio Astronomico di Padova, dove rimase fino al 1948; al contempo, ebbe incarichi di insegnamento nella locale università, tenendo i corsi di astronomia stellare ed astrofisica, e reggendo la cattedra di meccanica celeste. In quell'anno, vinto un concorso, divenne direttore dell'Osservatorio astronomico di Trieste, nonché, nel 1958, ordinario di astronomia all'Università di Trieste, dove rimase fino al pensionamento.
Dopo gli eventi bellici del secondo conflitto mondiale, Martin ricostruì l'Osservatorio triestino, adoperandosi pure per creare una scuola di astronomia nella locale università, in cui si formeranno diversi allievi (fra cui Bruno Cester, Alberto Abrami e Giuliano Romano).
Socio di diverse associazioni scientifiche nazionali e straniere, gli fu conferita pure la Medaglia ai benemeriti della cultura e dell'arte.
Compì numerosi studi e ricerche nell'astronomia classica, teorica e osservativa, in meccanica celeste e relativistica, in astronomia geodetica. Scrisse pure, sotto lo pseudonimo di Nitram, un saggio storico su Galileo Galilei.

## Opere (parziale)
- Nitram, Galileo Galilei (1564–1642), Il Bò, maggio 1942.
- Stelle doppie, Dupleco (OAT), Trieste, 1950.
- Lezioni di astronomia, Itergrafica (OAT), Trieste, 1956.